# Ulita
Ulita (lit. Lyta) – wieś na Litwie, w okręgu wileńskim, w rejonie wileńskim, w gminie Mickuny, przy trakcie Batorego (drodze krajowej nr 103).

## Historia
W dwudziestoleciu międzywojennym zaścianek leżący w Polsce, w województwie wileńskim, w powiecie wileńsko-trockim, w gminie Mickuny. W 1931 miejscowość liczyła 39 mieszkańców, zamieszkałych w 8 budynkach.
Po II wojnie światowej w granicach Związku Sowieckiego. Od 1991 na niepodległej Litwie.